# Casa Albastră
Casa Albastră (coreeană 청와대; Hanja: 靑瓦臺; Cheong Wa Dae; însemnând „foișor cu țigle albastre”) este biroul executiv și reședința oficială⁠(d) a șefului de stat al Coreei de Sud, Președintele Coreei de Sud⁠(d), localizată în capitala statului, Seul. Casa Albastră este de fapt un complex de clădiri, construit în stilul tradițional coreean⁠(d) cu câteva elemente moderne.
Construită pe locul grădinii regale al Dinastiei Joseon (1392–1897), Casa Albastră este compusă acum din Sala Principală a Biroului, numită Bon-gwan (coreeană 본관; Hanja: 本館), Reședința Prezindențială, Centrul de Primire al Casei Albastre, numit Yeongbin-gwan (coreeană 영빈관; Hanja: 迎賓館), Sala de conferințe, numită Chunchu-gwan (coreeană 춘추관; Hanja: 春秋館) și Secretariatul Clădirilor. Întregul complex se întinde pe aproximativ 250.000 de metri pătrați.

## Istorie
Casa Albastră a fost construită pe locul reședinței regale din Hanyang (acum Seul), capitala sudică a dinastiei Goryeo (918-1392). A fost construită de împăratul Sukjong (Goryeo)⁠(d) (1109-1105) în anul 1104. Capitala principală a dinastiei Goryeo era la Kaesong, având, totodată, și o capitală vestică la Pyongyang și o capitală estică la Gyeongju⁠(d).
După ce dinastia Joseon (1392-1897) și-a mutat capitala la Hanyang, palatul Gyeongbokgung⁠(d) a fost construit în anul 1395, cel de-al patrulea an al domniei lui Taejo (1392-1398), ca palat principal, iar lotul de vile regale a devenit grădina din spate a palatului. Acesta a fost folosit ca loc pentru desfășurarea examenelor de pregătire  militară.
În urma anexării Imperiului Coreean la Imperiul Japonez în 1910, guvernatorul-general al Coreei⁠(d) a folosit terenul palatului Gyeongbokgung⁠(d) pentru casa guvernatorului-general⁠(d). În iulie 1939, Japonia a construit o reședință / birou oficial pentru guvernatorul general pe locul unde astăzi se află Casa Albastră.
Odată cu restabilirea Republicii Coreea⁠(d) în 1948, președintele Syngman Rhee a numit clădirea „Gyeongmudae” (coreeană: 경무대; Hanja: 景 武 臺), care a fost numele uneia dintre puținele clădiri vechi care au fost reședințe oficiale. El a folosit-o ca birou și reședință. Președintele Yun Bo-seon⁠(d) a schimbat numele în „Cheong Wa Dae” după ce a fost inaugurat în 1960.
În 1968, câțiva intruși nord-coreeni⁠(d) au fost cât pe ce să pătrundă în clădire în încercarea de a-l asasina președintele Park Chung-hee în timpul raidului Casei Albastre⁠(d). În lupta care a urmat, au fost uciși 28 de nord-coreeni, 26 de sud-coreeni și patru americani.
Președinții Park Chung-hee, Choi Kyu-ha și Chun Doo-hwan au folosit clădirea atât ca birou, cât și ca reședință oficială⁠(d). În timpul președinției lui Roh Tae-woo⁠(d), au fost construite: o nouă clădire de birouri, o reședință oficială și un centru de presă numit Chunchugwan. Clădirea principală de birouri a fost deschisă în aprilie 1991. În 1993, în timpul președinției lui Kim Young-sam, clădirea construită de Japonia ca reședință oficială a fost scoasă din folosință.

## Așezare
Geomancii au considerat demult zona în care se află Casa Albastră ca o locație de bun augur. Acest punct de vedere a fost susținut de o inscripție pe un zid de piatră descoperită în spatele reședinței prezidențiale oficiale în timpul construirii unei noi clădiri în 1990, care spune: „Locul cel mai binecuvântat de pe Pământ”.
La nord este muntele Bukhansan⁠(d), flancat de alți doi munți: Naksan, simbolizând dragonul Azure, pe stânga și Inwangsan, simbolizând Tigrul Alb, pe dreapta. La sud este Namsan⁠(d), muntele protector al capitalei. În amonte se află pârâul Cheonggyecheon⁠(d) și râul Han.

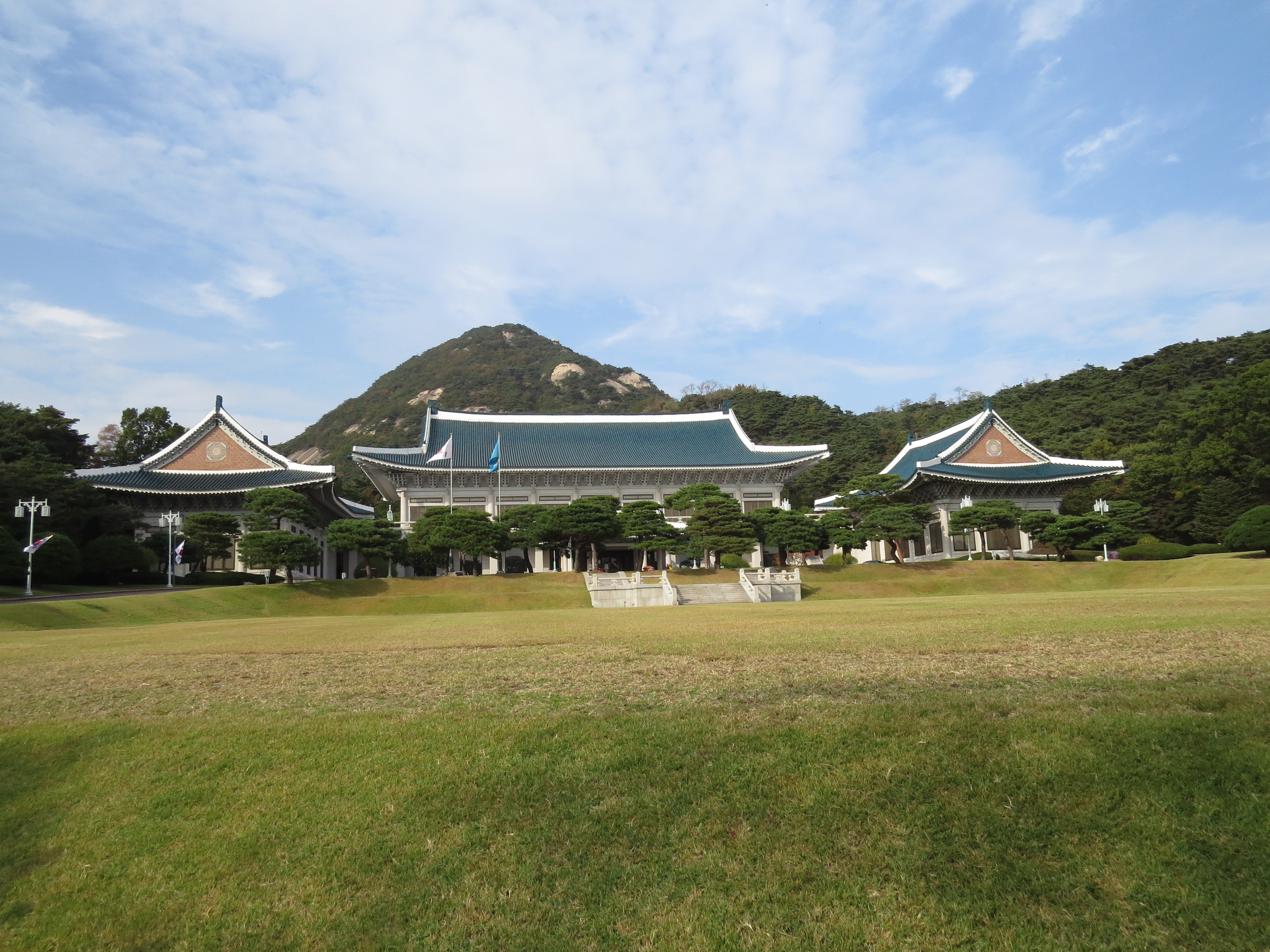
Casa Albastră
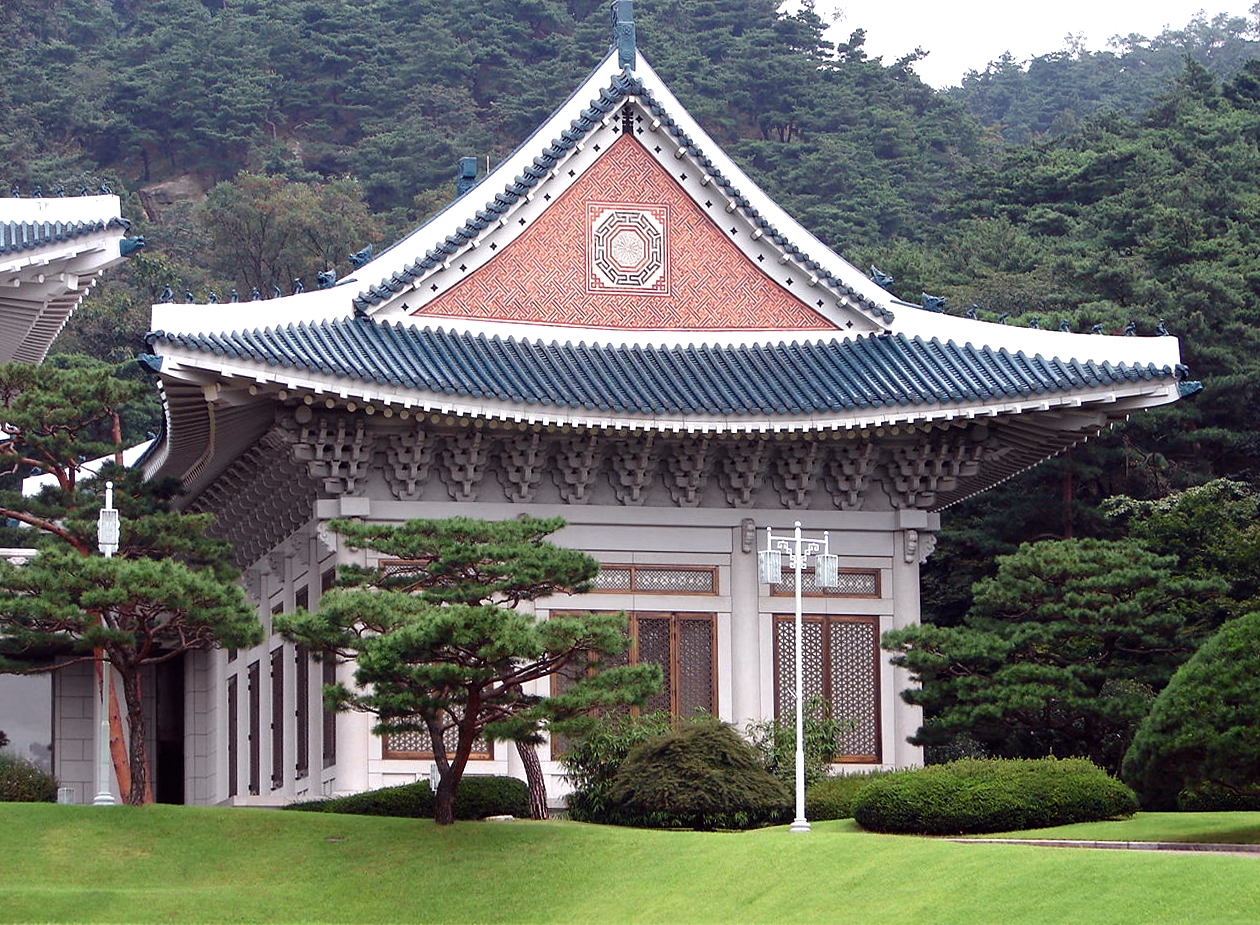
Una dintre clădirile Centrului de Primire
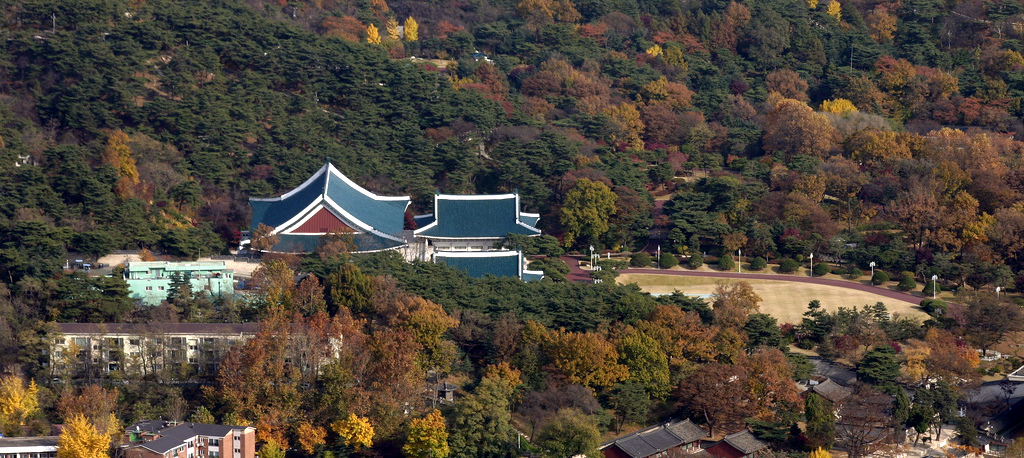
Panoramă a Casei Albastre
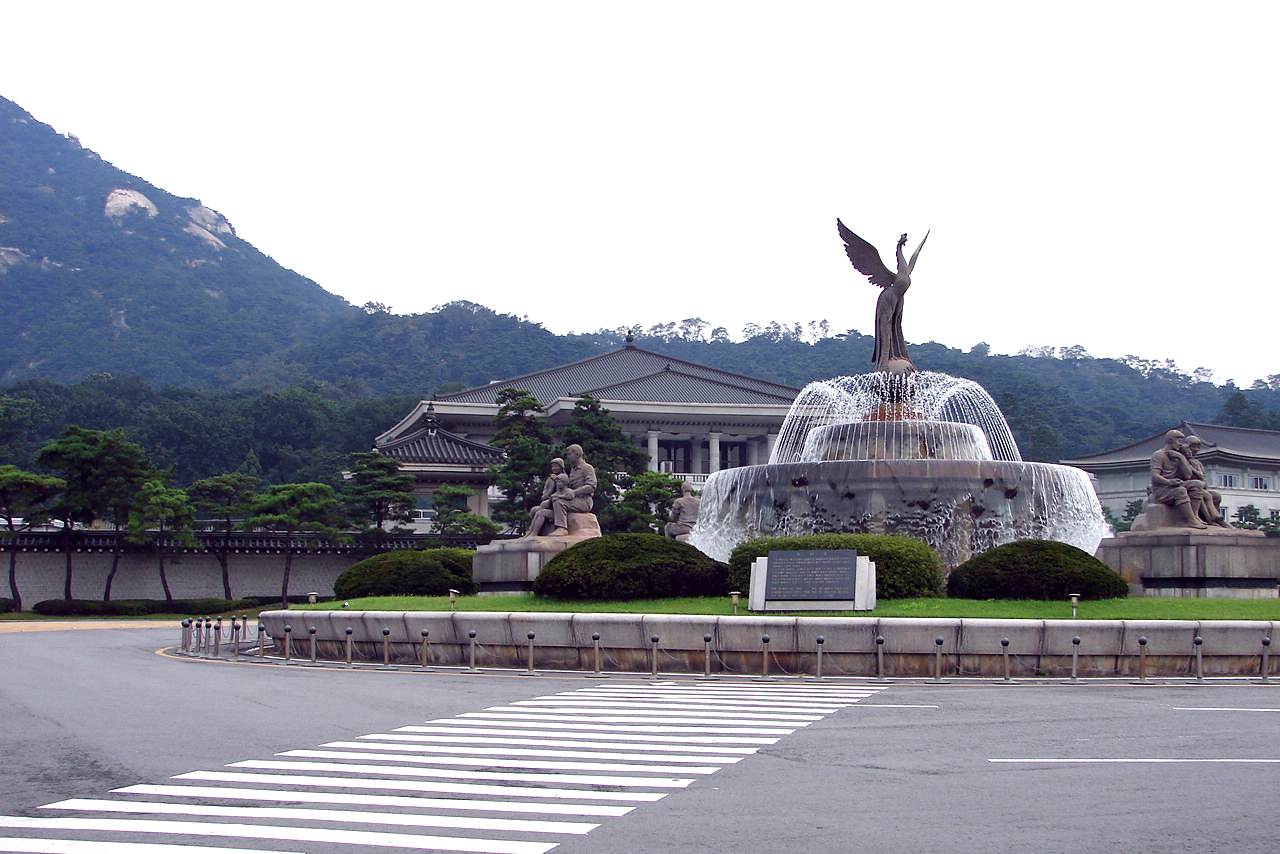
Fântână în fața Casei Albastre